# 光明寺 (下妻市)
光明寺（こうみょうじ）は、茨城県下妻市にある真宗大谷派の寺院。

## 歴史
鎌倉時代初期、明空の開基である。明空は俗名「三浦義忠」という鎌倉幕府御家人であったが、1213年（建暦3年）の和田合戦で和田義盛方につき、敗北した。義忠は世の無常を感じ、落武者として放浪の旅に出た。当地に来た時、夢の中で僧侶が現れ「小島（現・同市小島）に聖人がいるので、そこに行け。」と告げられた。その聖人こそ浄土真宗宗祖の親鸞である。義忠は親鸞の法話を聴いて感激し、親鸞の弟子となり「明空」を名乗ることになった。そして明空は当寺を創建した。
当寺では、親鸞や明空にかかわる寺宝を所蔵している。その内のいくつかは、茨城県や下妻市の文化財に指定されている。

## 文化財
- 木造聖徳太子立像(摂政太子像)（茨城県指定有形文化財 昭和59年3月8日指定）[2]
- 多貿谷氏発給文書（下妻市指定文化財 平成8年12月26日指定）[3]
- 親鸞伝絵（下妻市指定文化財 平成8年12月26日指定）[3]
- 親鸞門侶交名（下妻市指定文化財 平成19年11月16日指定）[3]
- 親鸞御手植の菩提樹（下妻市指定天然記念物  昭和52年3月22日指定）[3]
- 明空御手植の柊（下妻市指定天然記念物  昭和52年3月22日指定）[3]

## 交通アクセス
- 下妻駅より徒歩5分。